# 小見川大橋

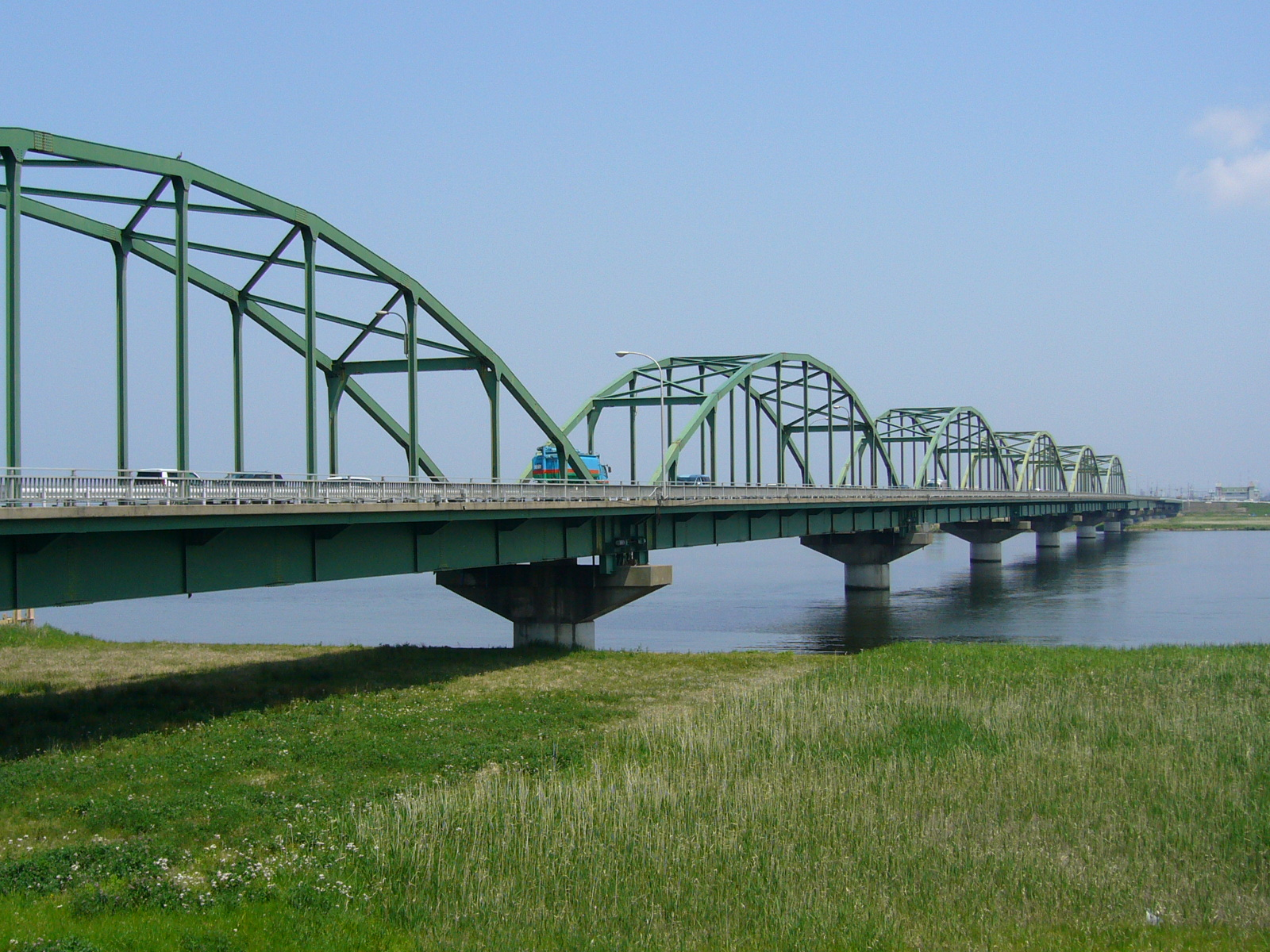
小見川大橋

小見川大橋（おみがわおおはし）は、千葉県道成田小見川鹿島港線の利根川に架かるランガー橋である。

## 概要
小見川大橋は、1973年（昭和48年）8月1日に開通。工期は5年8ヶ月間、総工費は21億円。6連のランガー橋である。橋長822.2 m。管理は千葉県知事が行う。
昭和40年代の鹿島臨海工業地帯の開発に伴い、小見川には住金団地が造成された。しかし小見川と神栖の間には渡船しかなかったため、工場への通勤に渡船を使っていくという状態であった。また、小見川市街地の振興のためにも大橋建設をという機運が高まり、小見川大橋が千葉県により建設された。
現在では千葉県と茨城県鹿島地域を結ぶ幹線道路となっているが、片側1車線であるため朝夕を中心に混雑が激しい。近年、利根川北岸の交差点寄りが拡幅され右折車線が設置された。

## 隣の橋
- 利根川

（上流） - 利根川橋梁 - 利根川橋 - 小見川大橋 - 利根川大橋 - 利根かもめ大橋 - （下流）